# Ивженко, Ольга
Ольга Ивженко (укр. Ольга Ївженко; 6 октября 2003) — украинская спортсменка, тяжелоатлетка, бронзовый призёр чемпионата Европы 2025 года.

## Биография
Ольга Ивженко с 2019 года принимает участие в международных состязаниях по тяжёлой атлетике. В 2021 году на юниорском первенстве Европы в категории до 55 кг обладательницей серебряной медали с результатом 180 кг. В 2022 году выиграла юниорский чемпионат Европы.
В 2024 году дебютировала на взрослом чемпионате Европы в категории до 71 кг, где заняла итоговое 12-е место с результатом 210 кг. В этом же году дебютировала на взрослом чемпионате мира в весовой категории до 55 кг стала 6-й с результатом 196 кг.
На чемпионате Европы 2025 года в Кишинёве в весовой категории до 55 кг завоевала бронзовую медаль с итоговым результатом 201 кг. В упражнениях «рывок» (93 кг) стала победительницей.

## Достижения
Чемпионат Европы
| Результат | Вес      | Год  | Место соревнований | Рывок | Толчок | Общий вес |
| Бронза    | до 55 кг | 2025 | Кишинёв, Молдова   | 93,0  | 108,0  | 201,0     |